# 藍妹啤酒

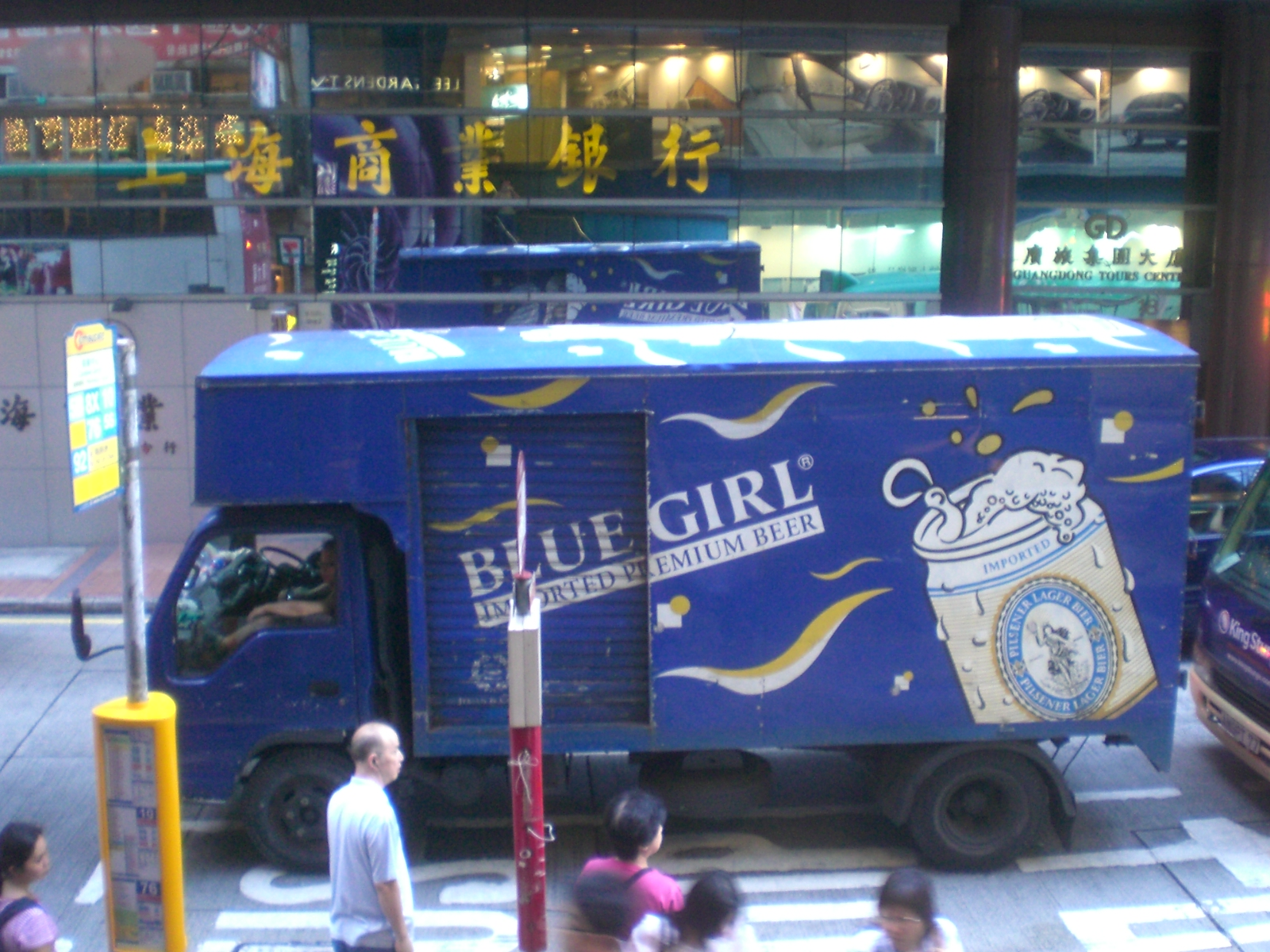
藍妹啤酒(送貨車)

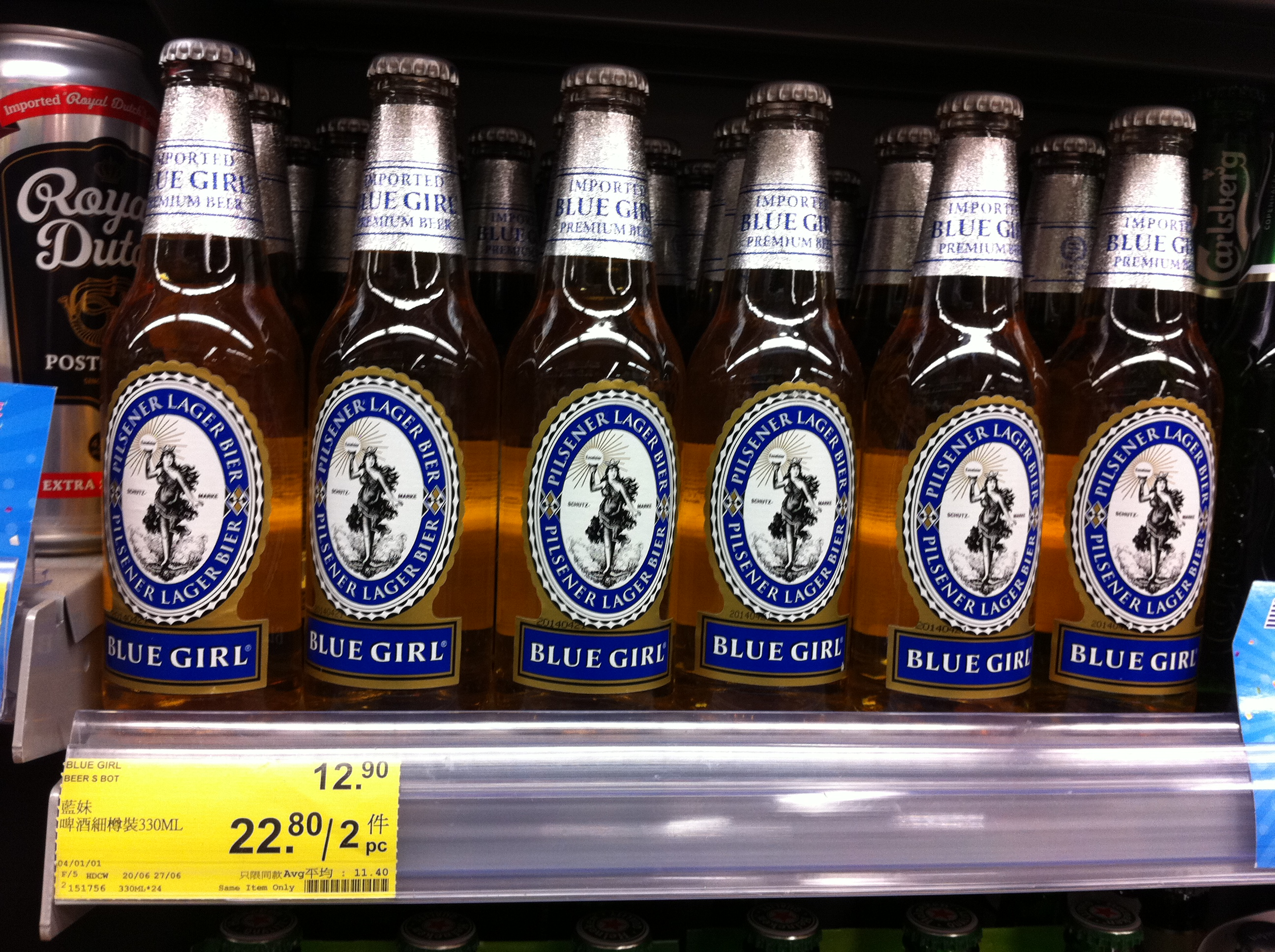
藍妹啤酒

藍妹啤酒（英語：Blue Girl Beer）是一個源於德國，現今屬於香港捷成洋行旗下的啤酒品牌。
1906年，源於香港的捷成洋行收購了藍妹啤酒，沿用其德國傳統秘方釀製，並先後引入香港、中國大陸、澳門和台灣銷售。現時藍妹啤酒由捷成洋行旗下捷成飲料經營，韓國釀造，在中國大陸、香港及澳門都有銷售。根據捷成公開資料顯示，直至2021年為止，藍妹啤酒佔香港市場份額超過20%。
藍妹啤酒是一款外表金黃的皮爾森啤酒，採用大麥芽、啤酒花、水、酵母及玉米釀製。

## 歷史
藍妹啤酒始於19世紀的德國不萊梅，早於1896年已採用「火炬女孩」作啤酒商標，並出口到中國青島。1906年，捷成洋行向當時藍妹啤酒香港代理商元興洋行（Lauts, Wegener & Co.）收購商標及代理權。1930年代，有見市民普遍以「藍妹」稱呼該款啤酒，捷成決定藍妹啤酒成為官方名稱，並在香港的百貨公司，例如先施及永安百貨販售。
1988年，捷成洋行考慮到運輸成本上漲，決定把藍妹啤酒生產線由德國遷至韓國，並交由東洋麥酒株式會社沿用原有德國配方釀造。
2008年，藍妹啤酒打入中國大陸市場，銷售量在四年間增長十倍。2018年12月，捷成飲料更與百威亞太宣佈成立合資公司，在中國大陸製造及銷售藍妹啤酒。隨後在2019年5月，百威亞太已完成收購捷成飲料（中國）65% 的股份，正式營運藍妹啤酒在中國大陸的業務。

## 品牌商標
藍妹啤酒的商標（德語：Schutz-Marke）啟發自希臘神話，掌管卓越的女神 — 阿睿提（Arete） 。該標誌不但代表藍妹啤酒追求完美品質，亦象徵著該品牌精益求精的精神。

## 宣傳策略

### 電視廣告
捷成洋行在1970年代，推出一系列藍妹啤酒的電視宣傳廣告。當中賣點是德國美女與飲家享用藍妹啤酒，參與體育賽事及派對。
1990年代初，藍妹啤酒的電視廣告以其透明玻璃瓶作為宣傳賣點。當中香港市場更以粵語口號「睇得通，睇得透」（看得通，看得透）宣傳其賣點。隨後在90年代中期，藍妹啤酒首次以英美搖滾組合Foreigner的歌曲《Waiting for a Girl Like You》作為電視廣告的宣傳手法，呈現飲家與藍妹啤酒間的情感連繫。2001年更邀請歐美演員，在天池拍攝新一輯的電視廣告。

### 活動贊助
自1999年起，藍妹啤酒成為長洲太平清醮的贊助商。當中藍妹啤酒的商標會加在長洲飄色巡遊的色櫃上以作宣傳。
2021年，藍妹啤酒贊助ViuTV Error自肥企劃節目，並在節目中送出一噸藍妹啤酒給節目中的勝出者-何啟華。有報道指出，劉諾衡@無制限OT編集團答應觀眾當主題曲（页面存档备份，存于）的點擊率達150萬即有特別節目給觀眾，對此，節目粉絲不斷重複播放主題曲以達目標，而藍妹啤酒在影片中植入了喝啤酒情節，並在主題曲後由旁白説出「藍妹啤酒呈獻：Error自肥企劃」，導致產品知名度急升。

## 產品資訊
現時藍妹啤酒分別有兩款透明玻璃瓶裝（330毫升及640毫升）、兩款罐裝（330毫升及500毫升）及生啤酒的產品。另外也有兩款透明玻璃瓶裝（330毫升及640毫升），酒精濃度為3.5%的藍妹清啤在市場出售。